# Дантышек, Ян
Иоганн Дантискус (также — Ян Дантышек; настоящие имя и фамилия — Йоханнес Флахсбиндер фон Хöфен; нем. Johannes von Höfen, Johannes Flachsbinder, лат. Johannes Dantiscus, пол. Jan Dantyszek; 1 ноября 1485, Данциг — 27 октября 1548, Лидзбарк-Варминьски) — религиозный, дипломатический и государственный деятель Королевства Польского, один из видных новолатинских поэтов Европы эпохи Ренессанса.
Епископ хелминский (1530—1537) и князь-епископ варминский (1537—1548). Настоятель прихода Мариацкого костёла в Кракове.
Первый посол в истории польской дипломатии. Считается «отцом польской дипломатии». Королевский секретарь короля Сигизмунда I с 1516 г.

## Биография
Происходил из рода немецких купцов, которые занимались изготовлением канатов и пивоварением, с чем связана фамилия Флахсбиндер. Родился в Данциге (современный Гданьск): отсюда происходит его учёное прозвище Дантискус (или Дантышек), под которым он стал известен (лат. Dantiscus — означает Данцигский, из Данцига). Учился в церковно-приходской школе в Грудзёндзе, затем в 1499—1500 годах в университетах Грайфсвальда и Кракова. В Ягеллонском университете получил степень бакалавра. Краковский университет не окончил и стал помощником писаря короля Яна I Ольбрахта.
С 1501 года — на службе у королевского канцлера Яна Лаского, с которым в 1502 году принимал участие в военных походах против татар, османов и Валахии. Сумел завоевать благосклонность короля. В 1503 году был назначен королевским секретарём.
В течение 30 лет служил при польском королевском дворе, выполняя различные дипломатические поручения. В 1504—1505 годах представлял королевский двор на съездах Королевской Пруссии. После этого путешествовал по Палестине, посетил Аравию и многие страны Европы, совершенствовал свои знания. В 1513 году вернулся ко двору. Дантышек способствовал усилению влияния польской короны в Пруссии, а также боролся с независимостью Данцига.
В 1515 году Ян Дантышек представлял Сигизмунда I Старого на венском конгрессе — съезде князей Священной Римской империи в Вене. Там же был возведён в шляхетство. После окончания съезда, остался в Вене и до 1517 исполнял обязанности посла Польши при дворе императора Максимилиана I.
В 1518—1519 годах находился в Италии по вопросу о получении части наследства Боны Сфорца, жены короля Сигизмунда I.
В 1522—1523 годах посетил Англию, затем — Священную Римскую империю, где обсуждал вопросы соблюдения Второго Торуньского мира. В 1524 году добился передачи королеве Сфорца княжества Барийского в Италии. В 1525 году назначен постоянным представителем (послом) Польши при дворе императора Священной Римской империи, и находился на этой должности 7 лет. На этом посту первым в истории польской дипломатии ввёл в применение систему шифров. В 1528 представлял Польшу при испанском дворе.

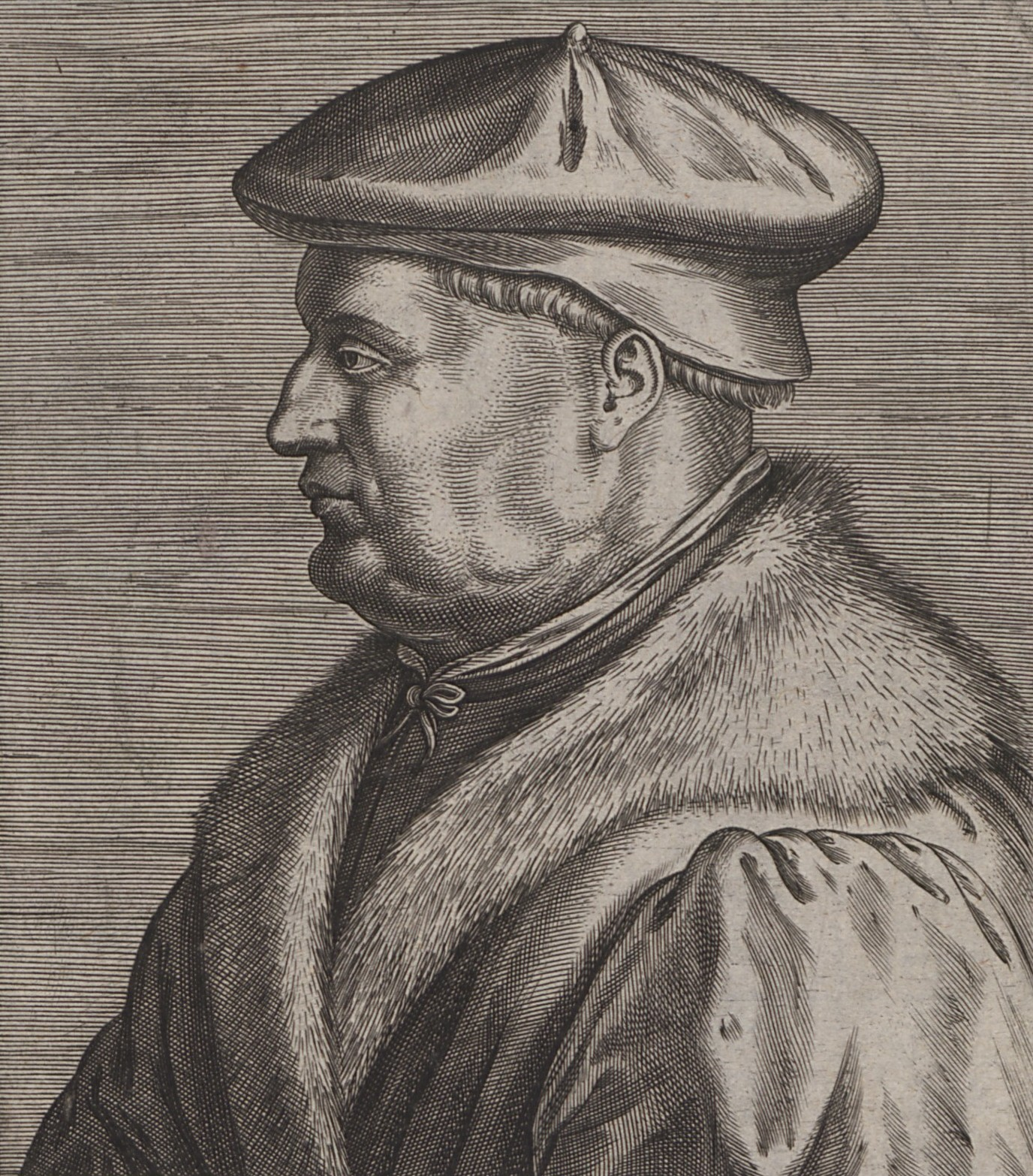
Ян Дантышек

В 1530 году стал епископом Кульмским. В 1537 году избирается князем-епископом Вармии. На этом посту сосредоточил основное внимание на борьбе с Реформацией. В то же время проявил себя в качестве мецената и культурного деятеля. Окружал щедрым покровительством людей науки и искусства, в числе которых был также Николай Коперник. Состоял в переписке с Георгом Сабинусом, Эразмом Роттердамским, встречался с Лютером, был дружен с Эрнаном Кортесом.
Как отмечается в ЭСБЕ, «Ян Дантышек был типом тогдашнего гуманиста и поклонника Возрождения: немножко вольнодумец, враг фанатизма и менее всего поклонник воздержания».
За его поэзию император Максимилиан I увенчал его поэтическими лаврами. Наиболее известное произведение поэта метафизическое «Надгробие самому себе». Император, среди прочего, удостоил его званием доктора обоих прав, а его преемник Карл V выбил медаль в его честь. Кроме прочего, Ян Дантышек получил титул испанского дворянина.
Умер в Лидзбарке-Варминьски в 1548 году.

## Творчество
Получил известность в Европе как латинский поэт. Писал на латинском и немецком языках, подписываясь Иоганн Дантискус и Иоганн фон Хофенс. Его творчество (эпиграммы, элегии, сатира, письма) носило случайный характер и произрастало на его текущей политической и религиозной деятельности.
Из его сочинений замечательны сатиры в духе Ювенала; самая важная из них — «Jonas propheta», где Гданськ сравнивается с Ниневией. В 1530 г. выпустил в Антверпене сборник панегирических стихов.
Сочинения Дантышека были изданы в 1764 г. в Лейпциге; «Jonas» напечатан в «Истории польской литературы» Михала Вишневского (Michał Wiszniewski, 1794—1865).